# マーンガーオン

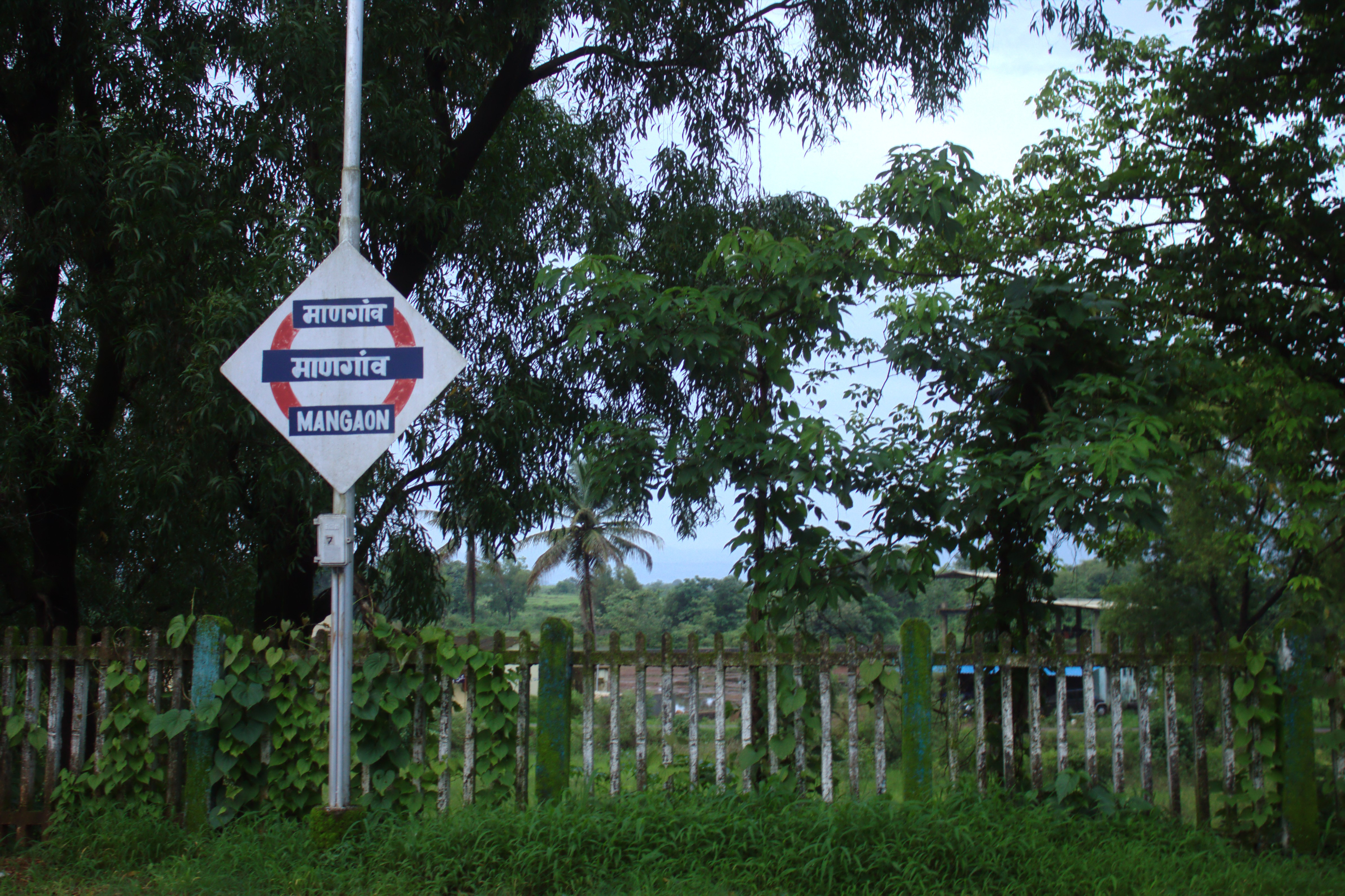
マーンガーオン駅

マーンガーオン（マラーティー語：माणगांव, 英語：Mangaon）は、インドのマハーラーシュトラ州、ラーイガド県の都市。

## 歴史
1682年、のちのマラーター王国の王シャーフーがこの地で誕生した。

## 地理
サーヴィトリー川の支流カール川の川岸にある。